# Simona Petrík
Simona Petrík (ur. 10 listopada 1982 w Liptowskim Mikułaszu) – słowacka polityk i przedsiębiorca, posłanka do Rady Narodowej.

## Życiorys
Z wykształcenia politolog, kształciła się na Wydziale Filozoficznym Uniwersytetu Komeńskiego w Bratysławie. Pracowała jako przedsiębiorca w branży edukacyjnej. Współtworzyła i przez dwa lata przewodniczyła kobiecej organizacji pozarządowej „Platforma žien Slovenska”.
Zaangażowała się w działalność polityczną w ramach partii SIEŤ, którą założył Radoslav Procházka. W wyborach w 2016 z jej ramienia uzyskała mandat posłanki do Rady Narodowej. Wkrótce wystąpiła ze swojego ugrupowania, motywując to sprzeciwem wobec jego udziału w koalicji rządzącej skupionej wokół Smeru. Związała się później z nowo powołaną partią SPOLU, w 2018 dołączyła do jej kierownictwa. W 2021 wstąpiła natomiast do Postępowej Słowacji. W 2023 z jej ramienia powróciła do słowackiego parlamentu.